# Florentin Garraux
Gustave Florentin Garraux (* 2. Oktober 1859 in Herzogenbuchsee; † 7. Juni 1950 in Langenthal) war ein Schweizer Maler, Illustrator und Zeichner.

## Leben

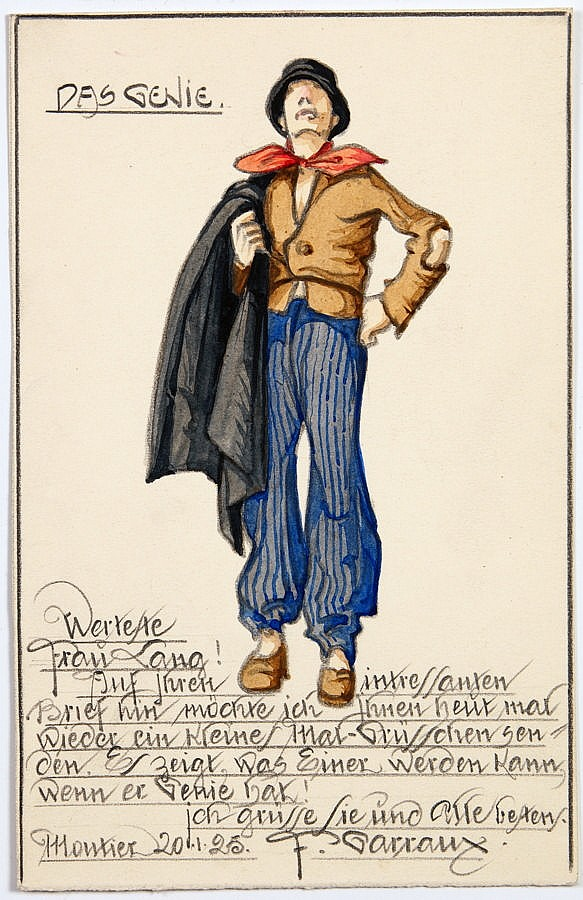
Das Genie (1925); Bleistift, aquarelliert

Garraux besuchte die Primarschule in Solothurn und machte dann eine kaufmännische Lehre in einer grossen Basler Firma. Anschliessend bereiste er die Schweiz als Handlungsreisender. Nach seiner Heirat im Jahre 1889, führte er für 38 Jahre ein  Epicerie-Mercerie-Geschäft an der rue Centrale in Moutier. Parallel zu dieser Tätigkeit, entstand eine umfangreiche Sammlung von Postkarten, mit der er grossen Erfolg erzielte. Sie wurde erstmals 1909 im Kunstmuseum Bern ausgestellt. In der Mitte der 1910er Jahre, nahm Garraux einige Zeit Unterricht bei Philippe Ritter, Professor für Zeichnen am „Musée d'art industriel de Berne“. Im Jahr 1927 gab er sein Geschäft auf und zog nach Bern und später nach Langenthal, wo er sich hauptsächlich seiner Kunst widmete. Seine meist postkartengrossen Bilder mit humorvollem Inhalt, stellen Personen in historischen Kostümen dar. Die private Korrespondenz illustrierte er gerne mit kleinen Aquarellen. Im Internet werden gelegentlich Original-Postkarten zum Kauf angeboten. Im Lindenhof in Langenthal verbrachte er den Lebensabend und starb dort im Alter von 90 Jahren.

## Werke
- Sammlung Florentin Garraux im Musee du Tour Automatique et d’Histoire in Moutier[1]
- Buch-Illustrationen:

## Ausstellungen
- 1909: im Kunstmuseum Bern
- in Solothurn, Pruntrut und Lausanne
- 1913: à l’Exposition cantonale de Zurich
- 1922: in Delsberg
- 1994: im Musée jurassien des Beaux-Arts de Moutier.